# Tautra
Tautra est une île de la commune de Frosta , en mer de Norvège dans le comté de Trøndelag en Norvège.

## Description
L'île de 1,5 km2 est située presque au milieu du Trondheimsfjord, juste au nord de Trondheim, et reliée à Frosta par un pont-chaussée

### Abbaye de Tautra
Les vestiges de l'abbaye de Tautra, un monastère cistercien du Moyen Âge, qui a été établi ici en 1207 et dissous pendant la Réforme protestante. En 2003, la reine Sonja Haraldsen a posé la première pierre de l'abbaye de Tautra, un nouveau couvent cistercien sur l'île habité par une communauté de cisterciennes-trappistes.

### Réserve naturelle
Une grande partie de l'île et de ses eaux environnantes est désignée comme protégée en vertu de la convention de Ramsar en raison de la richesse de l'avifaune dans la région. C'est la réserve naturelle et ornithologique de Tautra et Svaet créée en 1984. Maintenant, il y a des visites guidées professionnelles organisées pour l'observation des oiseaux ainsi que sur la nature et l'histoire de Tautra,.

## Galerie

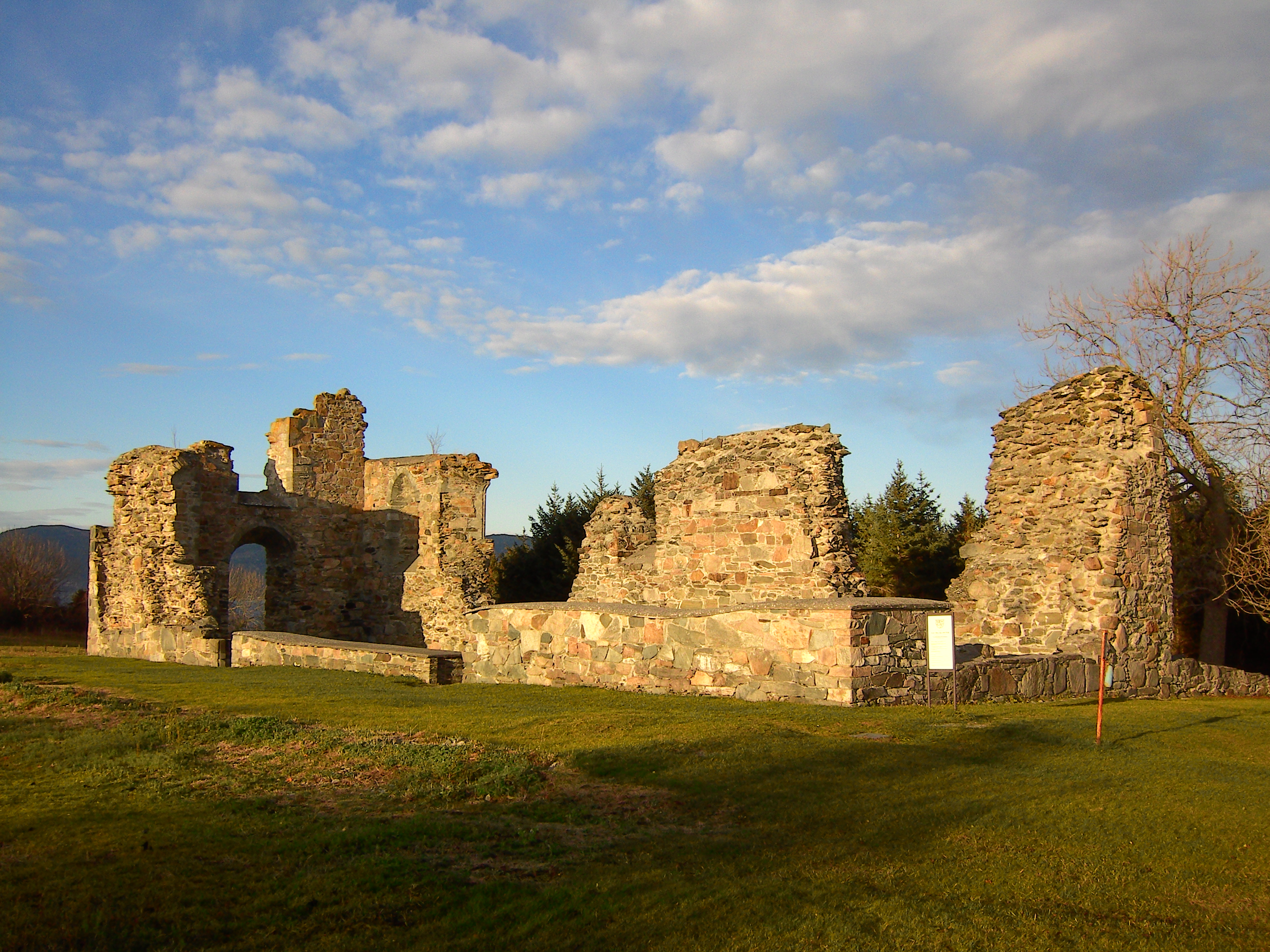
L'ancienne abbaye
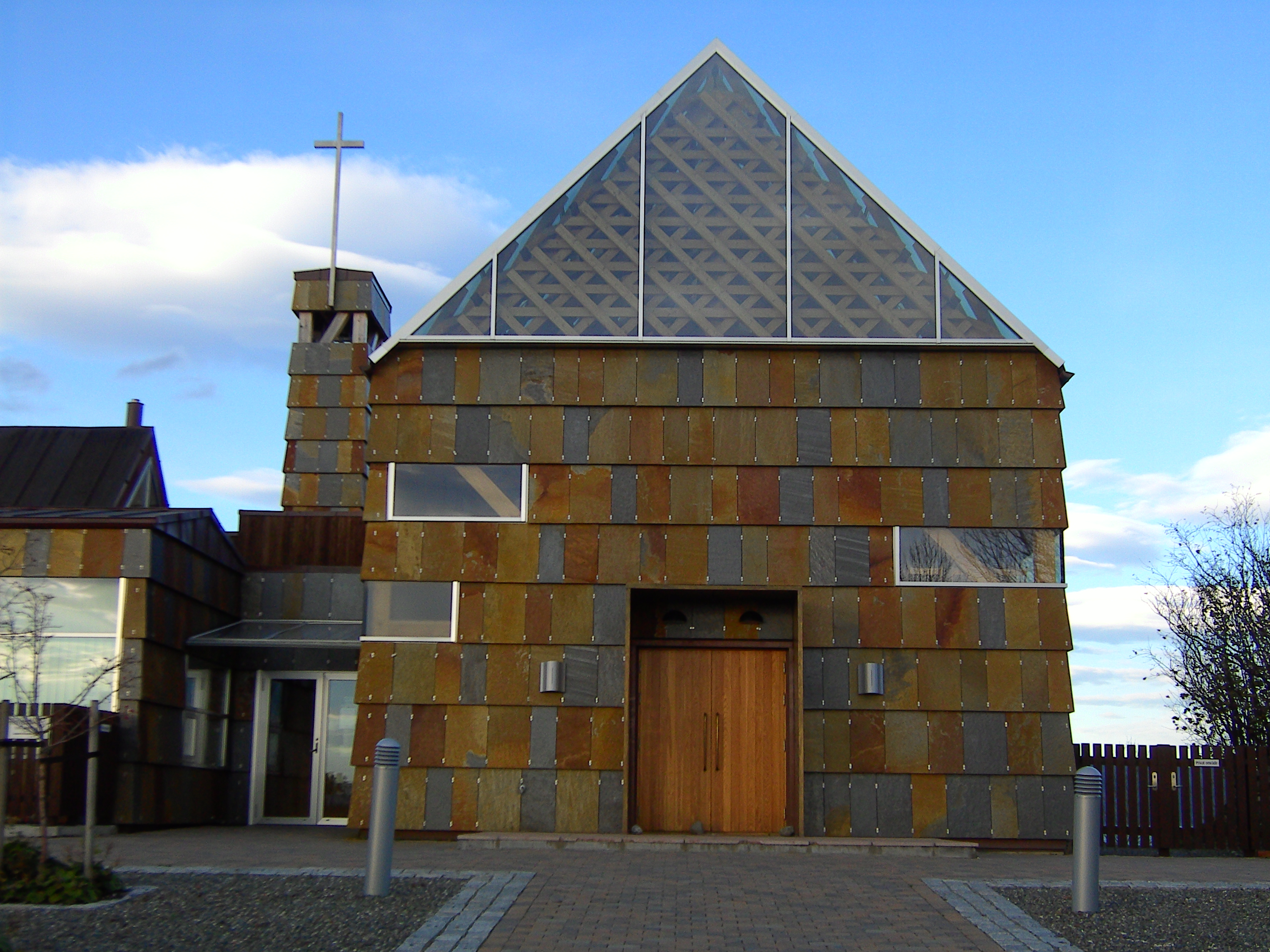
La nouvelle abbaye
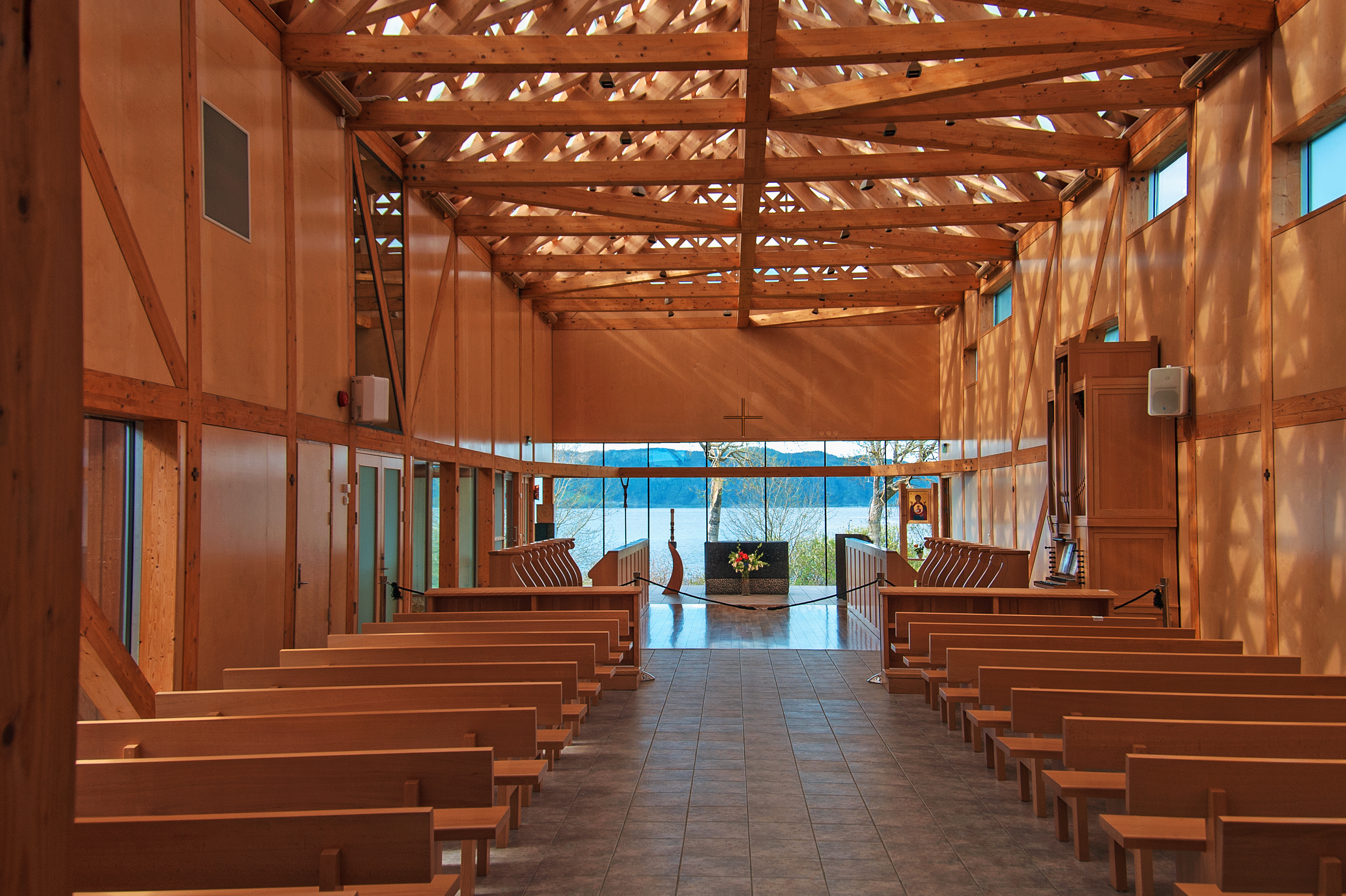
L'intérieur